# Zacharias Mar Aprem
Zacharias Mar Aprem (Efrem) – duchowny Malankarskiego Kościoła Ortodoksyjnego, od 2010 biskup Adoor-Kadampanad. Sakrę otrzymał 12 maja 2010 roku..